# Ru (kana)
A hiragana る, katakana ル, Hepburn-átírással: ru, magyaros átírással: ru japán kana. A hiragana a 留 kandzsiból származik, a katakana pedig a 流 kandzsiból. A godzsúonban (a kanák sorrendje, kb. „ábécérend”) a 41. helyen áll. Dakutennel és handakutennel képzett alakja nincs. 
|          | Hepburn és magyaros | Hiragana (Unicode) | Katakana    |
| -------- | ------------------- | ------------------ | ----------- |
| Alapalak | ru                  | る (U+308B)        | ル (U+30EB) |

## Vonássorrend
|  |  |
|  |  |